# Brandon Micheal Hall
Brandon Michael Hall (* 1993 Anderson, Jižní Karolína) je americký herec, který se proslavil rolemi v seriálech Search Party, The Mayor a God Friended Me.

## Životopis
Hall se narodila v Andersonu v Jižní Karolíně. Byl vychováván svobodnou matkou, kazatelkou. Navštěvoval střední školu v Pendletonu, než nastoupil na uměleckou školu South Carolina Governor's School for the Arts & Humanities v Greenville. Poté studoval drama na Julliardu v New Yorku, kde získal titul v roce 2015.

## Filmografie

### Film
| Rok  | Název               | Role                         | Poznámky            |
| ---- | ------------------- | ---------------------------- | ------------------- |
| 2016 | The Times           | Daniel                       | krátkometrážní film |
| 2017 | Cecile on the Phone | Donald                       | krátkometrážní film |
| 2018 | Monster Party       | Dodge                        |                     |
| 2018 | Lez Bomb            | Austin                       |                     |
| 2019 | Always a Bridesmaid | Kenny                        |                     |
| 2020 | Náhradní matka      | Nate                         |                     |
| 2021 | Injustice           | Victor Stone / Cyborg (hlas) |                     |
| —    | The Airport Run     | Elijah                       |                     |

### Televize
| Rok       | Název           | Role                    | Poznámky                                              |
| --------- | --------------- | ----------------------- | ----------------------------------------------------- |
| 2015      | LFE             | Kevin                   | TV film                                               |
| 2016      | Vzpomínky       | strážník Richie Gardner | díl: „Shelter From the Storm“                         |
| 2016      | Broad City      | poslíček                | díl: „Rat Pack“                                       |
| 2016      | The Characters  | Rookie                  | díl: „Paul W. Downs“                                  |
| 2016–2021 | Search Party    | Julian                  | hlavní role (1.–2. řada), hostující role (3.–4. řada) |
| 2017      | The Mayor       | Courtney Rose           | hlavní role, 13 dílů                                  |
| 2018–2020 | God Friended Me | Miles Finer             | hlavní role, 42 dílů                                  |
| 2020      | Power           | Carter                  | díly: „It's All Your Fault“ a „Reversal of Fortune“   |
| 2022      | Chloe           | Josh                    | vedlejší role, 6 dílů                                 |